# Yahoo!トラベル

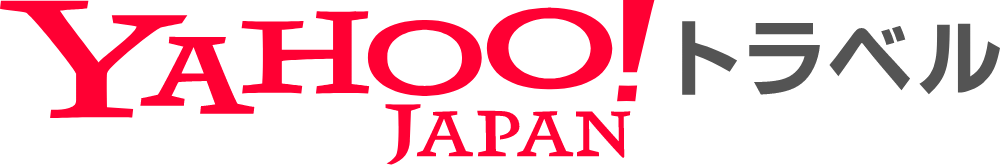
「Yahoo!トラベル」のロゴ

Yahoo!トラベル（ヤフートラベル）は、ソフトバンクグループのLINEヤフー（Yahoo! JAPAN）が提供する旅行商品の検索・販売サイトである。

## 概要
1997年11月27日サービス開始。当初はエイチ・アイ・エス、近畿日本ツーリスト、神港トラベル(ミックツアーセンター)、東急観光、マップインターナショナル、
地球の歩き方（ダイヤモンド・ビッグ社）、ヤフーの提携による海外旅行専門情報サイトとして開設された。2000年にJTBとヤフーによる合弁会社たびゲーターが設立されると宿泊施設情報を掲載し、たびゲーターを通じてのオンライン予約サービスを開始した。宿泊商品は以降しばらくJTBの店頭価格で提供されていたため利用者が伸び悩んでいたが、2005年3月より開始した直販商品「ヤフー・ビジトラプラン」で低価格の宿泊予約を可能とした効果もあり、業績を伸ばした。その後、各宿泊予約サイトや航空会社との提携が進んだことから、総合的な旅行商品検索サイトへと発展した。「ヤフー・ビジトラプラン」を除くと、長らく提携旅行会社の商品検索機能に特化していたが、2015年2月より直販による宿泊商品「Yahoo!トラベルプラン」の販売を開始した。特徴として利用代金に応じてポイントが還元される仕組みがある。なお、このポイント分は手数料を原資としてたびゲーター等が負担している。
2016年12月、「Yahoo!トラベルプラン」を終了し、直接販売をYahoo! JAPANの買収した一休に集中、検索サイトに回帰する計画を発表した。
2021年10月、 サイトをリニューアルし、一休.comとシステム統合をした。

## 取り扱いプラン
- 宿泊予約
- 宿泊＋航空券（ヤフーパック）

## 運営会社
過去の運営はヤフーと株式会社たびゲーター(後述)により行われていた。たびゲーターは日本交通公社とソフトバンクグループで設立された合弁会社で、ジェイティービーの持分法適用会社である。設立時の出資比率はジェイティービー42%、ヤフー30%、ソフトバンク・イーコマース（現・ソフトバンク）10%、ネットカルチャー株式会社らソフトバンクグループ各社18%である。たびゲーターは「Yahoo!トラベル」のうち主に「旅行」と「出張宿泊」の運営を行っていた。

## 沿革
- 1997年11月27日 - 「Yahoo!トラベル」サービス提供開始[8]
- 1997年12月22日 - フリーワード検索・絞込検索を導入[9]
- 1998年4月14日 - ビザ・インターナショナルと提携[10]
- 1999年12月27日 - YYplanet.com, Incと提携し海外口コミ情報の提供開始[11]
- 2000年3月7日 - ヤフーの子会社としてサイバーサークル株式会社を設立。
- 2000年4月11日 - 日本交通公社とソフトバンク・イーコマース等を割当先とした第三者割当増資を実施し、株式会社たびゲーターを設立[12]。
- 2000年4月27日 - 東京都知事登録旅行業第3-4787号 （第3種旅行業）登録
- 2000年6月16日 - たびゲーターを通じた宿泊予約サービスを開始[13]
- 2001年5月23日 - トラベルジャーナルと提携し海外ニュースの提供開始[14]
- 2001年8月23日 - Yahoo!JAPANのユーザーIDを使うことでクレジットカード入力せず国内宿泊施設の予約ができる「やどまかせ」を開始[15]
- 2002年8月26日 - ユーザーレビュー機能を追加[16]
- 2003年12月11日 - 海外ホテルのオンライン予約サービスを開始[17]（現在はi.JTBによる商品提供）
- 2004年3月4日 - ビジネス目的に特化した「Yahoo!ビジネストラベル」を公開[18]
- 2004年11月4日 - 格安航空券のオンライン予約サービスを開始[19]（各航空会社または旅行会社による商品提供）
- 2004年11月11日 - 携帯から宿泊予約可能[20]
- 2005年3月8日 - 「ヤフー・ビジトラプラン」開始[21]
- 2005年12月15日 - JALとヤフー包括提携契約を締結。JALグループ国内航空券の取扱いを開始[22]
- 2006年1月26日 - リクルートの「じゃらんnet」と連携[23]
- 2006年11月6日 - スカイゲートと海外旅行分野で提携[24]
- 2007年5月10日 - 「一休.com」と連携[25]
- 2007年8月28日 - フォートラベルと業務提携および株式16.5%をカカクコムより取得[26]
- 2007年12月27日 - ヤフーとソフトバンクが2億6842万672円でベストリザーブ株式を20%ずつ取得。[27]
- 2009年7月15日 - 「ベストリザーブ」と連携[28]
- 2010年6月29日 - ANAとヤフー提携。ANAグループ国内航空券の取扱いを開始[29]
- 2014年2月26日 - 「ヤフー！トラベル」宿泊成約料10％から無料へ[30]
- 2014年7月15日 - 日帰りバスツアーの掲載料を無料化[31]
- 2015年2月26日 - 「Yahoo!トラベルプラン」の取扱いを開始[2]
- 2015年7月4日 - ヤフーにより旅行システム会社ダイナテック買収[32][33]
- 2015年7月8日 - スカイスキャナーと合弁[34]
- 2015年8月6日 - レジャー予約サイト「asoview!」を運営するアソビューと提携[35]
- 2015年12月15日 - ヤフーによる一休に対するTOBが発表される。[36]
- 2016年2月1日 - 宿泊施設の自社サイト販売プランの掲載開始[37]
- 2021年10月1日 - サイトリニューアルし、一休.comとシステムを統合[5][6]
- 2023年9月27日 - 「宿泊予約（各社比較）」のサービス提供を終了[38]
- 2024年6月28日 - たびゲーターがサービス終了、サイト閉鎖[39][40]